# Ирански Курдистан
Ирански Курдистан је део историјске регије Курдистан, који се налази у саставу Ирана. Простор је познат и као Источни Курдистан и обухвата западне делове Ирана, односно провинције (или делове провинција) Курдистан, Западни Азербејџан, Керманшах и Илам. Према проценама, у Ирану живи између 6.500.000 и 7.900.000 Курда.

## Историја
На подручју Иранског Курдистана је 1946. године, уз подршку Совјетског Савеза, формирана краткотрајна курдска Република Махабад, која је престала да постоји исте године.  